# Mrtva priroda
A Mrtva priroda (magyarul: Csendélet) a Riblja čorba együttes harmadik nagylemeze, mely 1981-ben jelent meg az RTB kiadásában, dombornyomott, kinyitható borítóval. Katalógusszáma: 2320134.

## Az album dalai

### A oldal
1. Volim, volim, volim, volim žene (2:23)
2. Ne veruj ženi koja puši Drinu bez filtera (3:25)
3. Ja sam se ložio na tebe (3:29)
4. Prevara (3:12)
5. Pobeći negde (5:20)

### B oldal
1. Pekar, lekar, apotekar (2:50)
2. Odlazak u grad (2:51)
3. Vetar duva, duva, duva (2:26)
4. Na zapadu ništa novo (3:05)
5. Neću da ispadnem životinja (3:43)